# Минин, Павел Георгиевич
Минин Павел Георгиевич (6 ноября 1962, Омск, СССР) — российский художник, резчик по дереву, доцент Омского государственного педагогического университета (2007), член Союза художников России (2010).
 Награждён медалью преподобного Сергия Радонежского I степени (2005).

## Биография

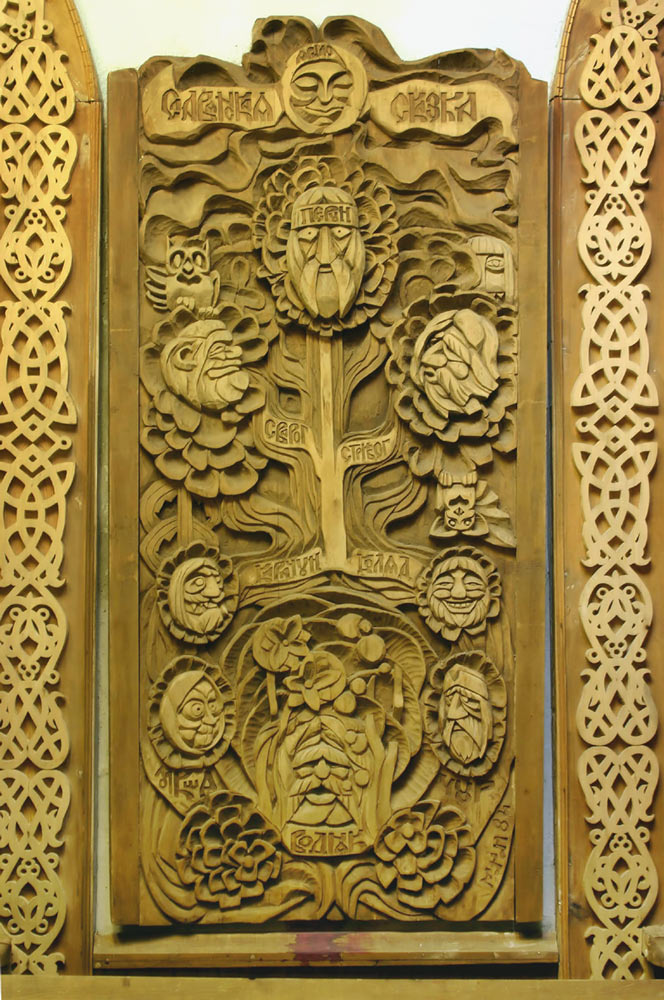
Дипломная работа Минина П. Г. «Славянская сказка». Омск, 1984

Павел Георгиевич родился 6 ноября 1962 года в Омске в семье Мининых Георгия Ефремовича (1926—2000) и Веры Германовны (урождённой Колмогоровой; 1926—1984).Он — третий сын в семье, старшие братья: Михаил (род. 1952) и Алексей (род. 1956).
12 июля 1986 года П. Г. женился на Луферовой Ларисе Михайловне (род. 1964). В семье двое взрослых детей: Егор (род. 1987) и Михаил (род. 1989).
В 1984 году окончил Художественно-графический факультет Омского государственного педагогического института им. А. М. Горького.
Педагоги
- Белов, Станислав Кондратьевич — дисциплины «Живопись», «Композиция»,
- Кичигин, Георгий Петрович — дисциплины «Живопись», «Композиция»,
- Штабнов, Геннадий Арсентьевич — дисциплины «Живопись», «Композиция»,
- Слободин, Михаил Исаакович — дисциплина «Рисунок. Графика»,
- Заставной, Богдан Григорьевич — дисциплина «Декоративно-прикладное искусство»,
- Синицких, Виктор Степанович — дисциплина «Декоративно-прикладное искусство»,
- Юдин, Анатолий Петрович — дисциплина «Скульптура»,
- Елфимов, Леонид Петрович — дисциплина «История искусств»,
- Лубышев, Геннадий Серафимович — дисциплина «История искусств».

В качестве дипломного работы выполнено резное панно «Славянская сказка», руководители Г. А. Штабнова и В. С. Синицких.
В 1984—1985 года проходил службу в рядах СА (33-я гвардейская ракетная армия: в/ч 36678Б, в/ч 43189) по специальности «Художник чертежных и графических работ».
В 2006 году художник принят на должность доцента Кафедры монументального и декоративно-прикладного искусства ОмГПУ.

## Творческая деятельность
Павел Минин принят в состав членов Омского регионального отделения ВТОО Союза художников России в 2010 году. На тот момент он был первым и единственным художником в городе Омске, принятым в секцию «Храмового искусства». Но согласно уставу организации секция может быть образована, когда в неё входит минимум 3 человека, поэтому Павел Георгиевич включен в секцию «Декоративно-прикладного искусства» (ДПИ). С 2012 года Павел Георгиевич входит в правление организации и выставочную комиссию.

### Резная икона
Резной иконой Павел Георгиевич занимается с 1990 года.
| 1992      |  |  | Господь Вседержитель • липа, воск, 25×30 см В сентябре 1993 года икона подарена митрополитом Омским и Тарским Феодосием патриарху Московскому и всея Руси Алексию II, во время его посещения города Омска.                                                                                              |
| 1995      |  |  | Свт. Николай Чудотворец • ильм, позолота, воск, 38×63 см В сентябре 1996 года икона подарена митрополитом Омским и Тарским Феодосием первому президенту России Б.Н. Ельцину, во время его посещения города Омска.                                                                                       |
| 1995      |  |  | Спас Нерукотворный с клеймами святых Евангелистов • ильм, воск; 50×50 см Вручена в дар актёрами Омского академического театра драмы труппе Театра города Оденсе, Дания, по случаю 100-летнего юбилея их театра.                                                                                         |
| 2001–2007 |  |  | Господь Вседержитель • вяз, кедр, сусальное золото, воск, 25×30 см Икона признана лучшим произведением в номинации «декоративно-прикладного искусства» на выставке-конкурсе «Лучшее произведение 2009 года», проведенной Омской областной организацией ВТОО Союза художников России (см. дипломы ниже). |
| 2002      |  |  | Архистратиг Михаил • вяз, липа, 53×52 см Икона многократно выставлялась в международных и всероссийских выставках. |

### Иконостасы и храмовое убранство
Художник проектировал и исполнял иконостасы и храмовое убранство в содружестве с омскими художниками (С. Н. Патархиным, С. П. Дияновым и С. М. Толмачовым) для следующих храмов:
| 2004–2005 |  |  | Троицкий кафедральный собор г. Анадырь, Чукотский АО |
| 2006–2012 |  |  | Воскресенский кафедральный собор г. Калачинск Омской области |
| 2008      |  |  | Церковь в честь преподобного Серафима Саровского Разработка проекта изменения первоначального убранства, кроме иконостаса, по благословению епископа Чукотского и Анадырского Диомида; проект нереализован. г. Билибино, Чукотский АО |
| 2011      |  |  | Церкви Святого духа г. Омск |
| 2013      |  |  | Церкви Святого духа с. Окунево Муромцевского района Омской области |

17 июня 2005 года владыка Диомид наградил Павла Георгиевича, в числе омских художников, медалью прп. Сергия Радонежского I степени за изготовление иконостасов и храмового убранства Троицкого кафедрального собора в г. Анадыре.
- Троицкий кафедральный собор

- Воскресенский кафедральный собор

### Резьба по дереву
| 1995–1996 |  |  | Проектирование и исполнение резного панно «150 лет Иртышскому пароходству» ОАО «Иртышское пароходство», г. Омск |
| 1998      |  |  | Проектирование и изготовление 3 резных панно «История речного порта» ОАО «Омский речной порт», г. Омск          |
| 1999      |  |  | Исполнение фамильного герба для князя Никиты Дмитриевича Лобанова-Ростовского г. Лондон, Великобритания         |

### Малая архитектура и художественно-оформительская деятельность
| 1985      |  |  | Художественное оформление Гарнизонного офицерского клуба г. Омск, 16-й военный городок |
| 1986      |  |  | Проектирование и исполнение детского резного деревянного городка с. Старый Карасук Большереченского района Омской области.                                                                                 |
| 1986      |  |  | Проектирование и исполнение остановочного комплекса и резной стелы-указателя «Село Шипицыно» с. Шипицыно Большереченского района Омской области.                                                           |
| 1987      |  |  | Проектирование и исполнение резного деревянного торгового павильона в Большереченском зоопарке р.п. Большеречье Большереченского района Омской области.                                                    |
| 1988      |  |  | Архитектурное проектирование и руководство строительства кирпичных башен въездных ворот с резными крышами пионерского лагеря им. А.И. Покрышкина ГПО «Полет» р.п. Чернолучье Омского района Омской области |
| 1989–1990 |  |  | Проектирование и изготовление резного оформления интерьера гардероба и столовой профилактория «Русь» г. Омск                                                                                               |
| 1990–1991 |  |  | Проектирование и оформление интерьеров столовой, рекреации, бассейна, исполнение резной мебели, деревянных и гипсовых панно, а также выполнение настенных росписей в 4-й МСЧ ГПО «Полет» г. Омск           |
| 1994      |  |  | Проектирование и изготовление резных деревянных и гипсовых панно для бассейна и комнаты отдыха Омского филиала ОАО «Вимм-Билль-Данн» г. Омск                                                               |
| 1997      |  |  | Проектирование и изготовление резного панно «Древние города Оби и Иртыша» ОАО «Омский речной порт», г. Омск                                                                                                |
| 1999      |  |  | Проектирование и строительство резного детского городка в частной школе по ул. Каховская г. Москва |
| 2000      |  |  | Проектирование и строительство резного детского городка Филёвский парк, г. Москва |
| 2003      |  |  | Проектирование и художественное оформление интерьера ресторана «Медвежий угол» г. Омск |
| 2006      |  |  | Проектирование и изготовление зоны отдыха, детского городка и двора бани для базы отдыха «Добрино» п. Добрино Ханты-Мансийского АО                                                                         |

### Выставки и конференции
| 1997 |  |  | 2-я международная выставка «Православная книга и современное церковное искусство», посвященная 850-летию Москвы Москва, ГТГ |
| 2004 |  |  | Международный художественный салон «ЦДХ–2004. Экология» Москва, ЦДХ Работа художника опубликована в каталоге выставки. |
| 2006 |  |  | 14-я специализированная выставка «Некрополь-2006» Москва, ВВЦ |
| 2008 |  |  | 10-я региональная художественная выставка «Сибирь», посвященная 115-летию города Новосибирска Новосибирск, НГХМ, НГКМ Работа художника опубликована в каталоге выставки. |
| 2009 |  |  | 5-я международная выставка «Российской Недели Искусств» Москва, МДХ Павлом Георгиевичем проведен мастер-класс на тему: "Резьба орнамента. Резьба шрифтов. Резная икона. Традиции и современные технологические разработки".                                                     |
| 2010 |  |  | Выставка-конкурс «Лучшее художественное произведение 2009 года» Омск, Дом художника Икона «Господь Вседержитель» (2001–2007) признана лучшим произведением в номинации «декоративно-прикладного искусства», диплом I первой степени.                                            |
| 2010 |  |  | Круглый стол, посвященный современному церковному искусству Москва, НИИ РАХ. |
| 2011 |  |  | Художественная выставка «Енисей – Иртыш»: Великие реки сибирского искусства» Красноярск Работа художника опубликована в каталоге выставки. |
| 2011 |  |  | 2-й научный семинар «Православная культура Сибири. Исторические, этнографо-археологические, искусствоведческие и культурологические аспекты изучения» Омск, ООМИИ им. М.А. Врубеля                                                                                              |
| 2012 |  |  | Выставка-конкурс «Лучшее художественное произведение 2011 года» Омск, Дом художника За воплощенный проект «Иконостасы и убранство Собора Воскресения Господня в городе Калачинск» в номинации «декоративно-прикладного искусства» художник награждён дипломом I первой степени. |
| 2012 |  |  | Художественная выставка «Иртыш – Енисей»: Великие реки сибирского искусства» Омск, Областной «Экспоцентр» Работа художника опубликована в каталоге выставки. |
| 2013 |  |  | Выставка-конкурс «Лучшее художественное произведение 2012 года» Омск, Дом художника Икона «Поклонный крест» (2012) признана лучшим произведением в номинации «декоративно-прикладного искусства», диплом I первой степени.                                                      |

Диплом от РАХ за вклад изобразительного искусства и активную творческую деятельность